# Montecatini Val di Cecina
Montecatini Val di Cecina (Castrum Montis Leonis in Latino) è un comune italiano di 1 690 abitanti della provincia di Pisa in Toscana.

## Geografia fisica e clima
- Diffusività atmosferica: alta, Ibimet CNR 2002

| Montecatini Val di Cecina | Gen | Feb | Mar  | Apr  | Mag  | Giu  | Lug  | Ago  | Set  | Ott  | Nov  | Dic  |
| ------------------------- | --- | --- | ---- | ---- | ---- | ---- | ---- | ---- | ---- | ---- | ---- | ---- |
| T. max. media (°C)        | 9,4 | 9,8 | 12,7 | 17,0 | 21,8 | 25,9 | 28,2 | 28,3 | 25,6 | 20,2 | 14,9 | 10,7 |
| T. min. media (°C)        | 4,0 | 4,2 | 6,5  | 9,7  | 13,1 | 16,0 | 18,6 | 18,7 | 16,2 | 12,5 | 8,6  | 5,3  |

## Storia
Dalla documentazione storiografica risulta che prima del secolo XI il borgo era chiamato Monte Leone (Castrum Montis Leonis), con tale nome compare su una bolla di Pietro, Vescovo di Volterra nel 1099, tale atto rivela che egli esercitava l'autorità civile sul borgo, mentre per quanto riguarda l'ordinamento religioso era soggetto al borgo di Gabbreto.
Nel 1316 a Montecatini Val di Cecina fu combattuta una battaglia tra Pisa e Volterra, in conseguenza della quale i pisani vincitori, imposero ai vinti una convenzione. Nel 1350 Montecatini Val di Cecina è dei Belforti, signori di Volterra, che installarono nel castello una forte guarnigione. Nel 1361 Montecatini fu occupato da truppe fiorentine, ma fu restituito a Volterra l'anno seguente, che riprese il borgo con la forza a causa dell'opposizione dei Belforti. Nel 1472 passò sotto il diretto dominio fiorentino, sotto il vicariato della Val di Cecina, con sede a Pomarance. Durante tutto il periodo granducale non emergono eventi di rilievo.
Pare che il borgo seppe evitare la pestilenza del 1630-32, grazie a provvedimenti tempestivi come la chiusura delle mura e l'ingaggio di un cerusico, fu colpita però dai gravi danni economici che derivarono dall'epidemia, che costrinsero alla chiusura delle miniere. Durante il XIX secolo l'attività di estrazione del rame, praticata fin dall'epoca etrusca, conobbe una forte espansione, quella di Montecatini Val di Cecina diventò la più grande miniera di rame d'Europa. L'attività mineraria cessò comunque nel 1907. Nel 1911 iniziò lo sfruttamento dei giacimenti di salgemma da parte della società belga Solvay, necessario per le produzioni chimiche di Rosignano Solvay.
La Montecatini era stata costituita nel 1888 a Montecatini Val di Cecina (PI) per lo sfruttamento delle locali miniere di rame;
Nel 1943-44 durante l'occupazione nazista, per la particolare configurazione geografica del suo territorio, molto accidentata e quasi tutta boschiva, il comune Montecatini Val di Cecina fu teatro di significativi episodi della lotta partigiana. Operava in zona la brigata partigiana “Otello Gattoli”.
Nel referendum del 1946 votarono per la Repubblica 2177 elettori, per la Monarchia 659, e 298 furono le schede bianche. Da segnalare che nelle immediate vicinanze dell'abitato di Montecatini Val di Cecina, si trova una località detta Camporomano, dove nell'anno 453 dalla fondazione di Roma (301 a.C.) fu combattuta una battaglia che permise ai romani di occupare la città etrusca di Volterra.

## Monumenti e luoghi d'interesse

### Architetture religiose

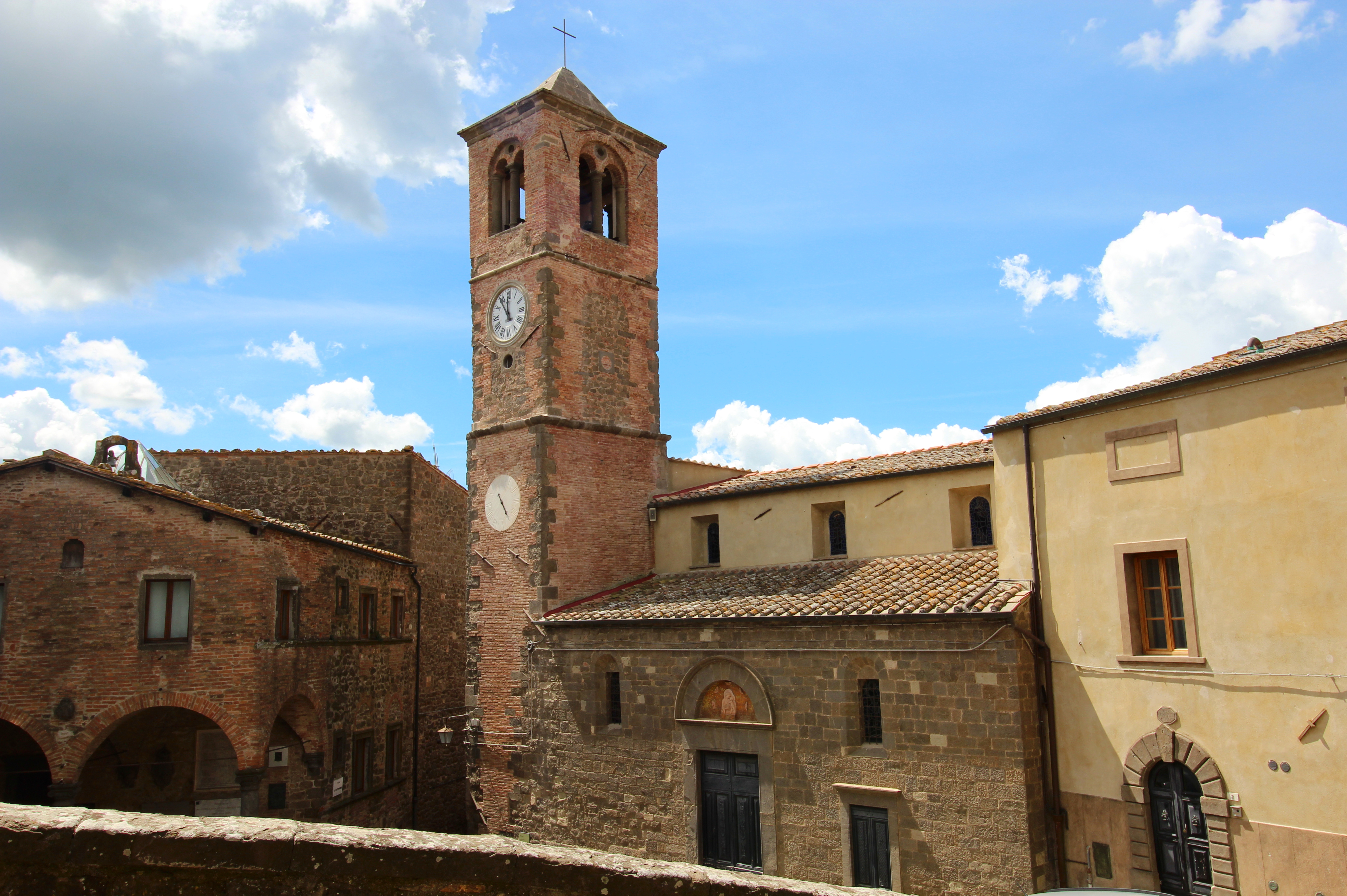
Chiesa di San Biagio

- Chiesa di San Biagio: un'iscrizione ne fa risalire la costruzione al 1361, ma l'architettura farebbe pensare ad un rifacimento. Fu edificata in blocchi di selagite ed in stile romanico, con l'ingresso insolitamente sul lato nord (le chiese romaniche hanno quasi sempre la facciata volta a ponente). In un rifacimento del XVI secolo la facciata fu coperta dalla costruzione della canonica e fu aperto un nuovo ingresso a lato. Ha pianta rettangolare divisa in tre navate da colonne e ha una copertura a capriate. Il campanile in laterizio, risale alla metà del XV secolo.
- Oratorio di Santa Barbara: situato nell'area della Miniera di Caporciano, è stato costruito nel 1787 sul luogo dove sorgeva una precedente cappella. La dedica a Santa Barbara, patrona dei minatori, risale al restauro del 1851 ad opera dei proprietari della miniera, che l'arricchirono con due opere d'arte, un quadro del Seicento, del pittore Juan Rodríguez Juárez raffigurante la Madonna di Guadalupe, ed un altare in marmo realizzato da Lorenzo Bartolini, uno degli scultori più noti dell'epoca. Sul portale della chiesa è collocata una lunetta in maiolica in stile robbiano, raffigurante la madonna di Camporciano con ai lati, oranti, Santa Barbara (riconoscibile dalla Torre e dalla palma del martirio, entrambi attributi tipici della Santa) e San Sisto. La lunetta è una rielaborazione della Madonna Sistina di Raffaello. Il manufatto è copia di quella posta nell'altare della cappella ipogea al quarto livello della miniera di rame (144 metri di profondità), realizzata dalla Manifattura Ginori nel 1853. L'oratorio è stato nuovamente restaurato nel 2005, ed oggi fa parte del complesso del Museo delle Miniere.
- Pieve di San Giovanni Battista (Montecatini Val di Cecina)
- Pieve di San Giovanni Battista (Querceto)
- Cappella di Santa Lucia (Gello)
- Chiesa di San Lorenzo Martire (Gello)
- Chiesa di Sant'Andrea Apostolo (Miemo)
- Chiesa di San Leone Magno (Ponteginori)
- Chiesa di San Martino (La Sassa)
- Oratorio del Redentore

### Architetture civili

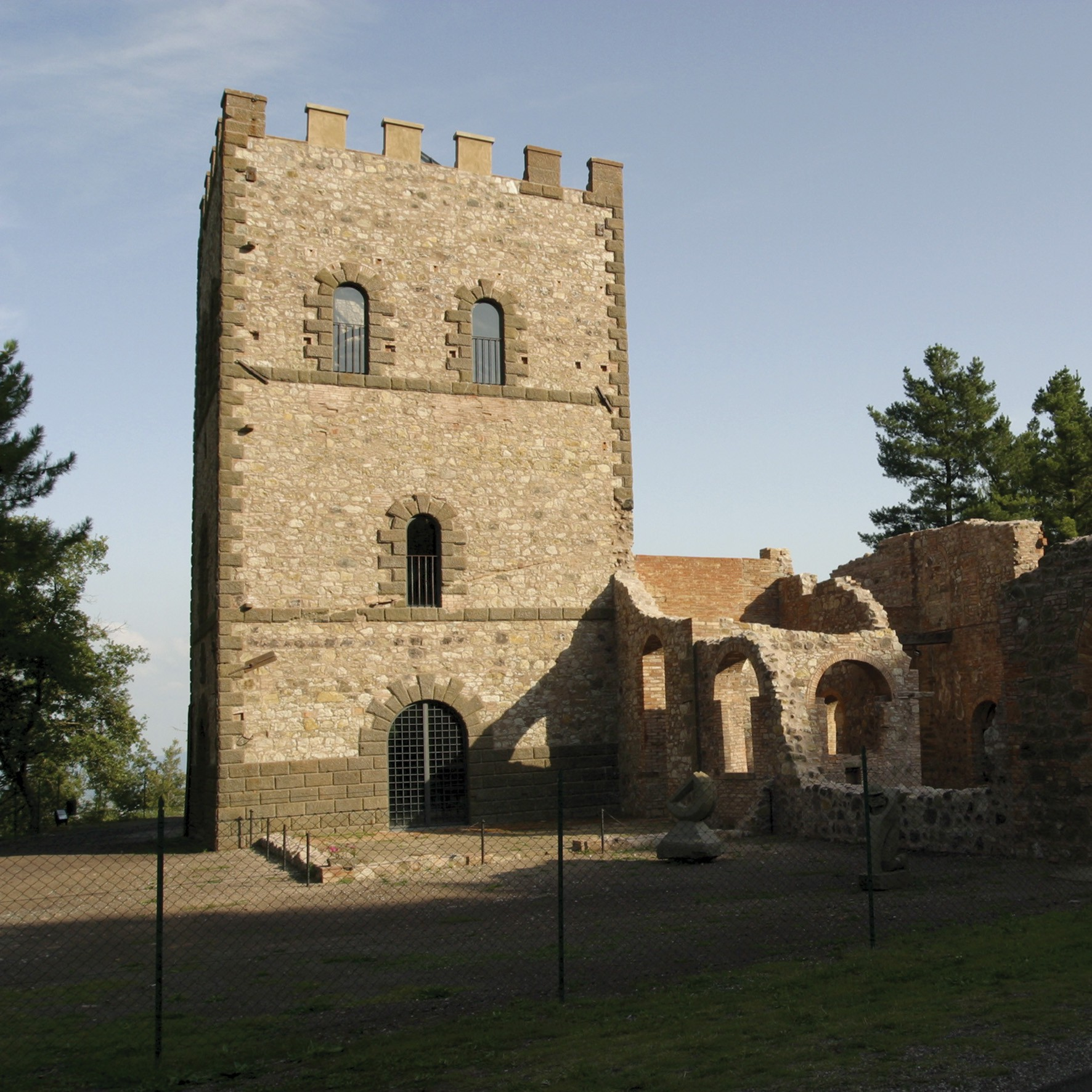
Miniera di Caporciano, il Pozzo Alfredo

- Miniera di Caporciano o Camporciano: miniera di rame ubicata nelle immediate vicinanze dell'abitato di Montecatini Val di Cecina. Di origine etrusca è stata attiva, con alterne fortune fino al 1907. Nel XIX secolo è stata la miniera di rame più grande d'Europa, dando vita alla Società Montecatini S.p.a, poi diventata, dopo la fusione con Edison, il colosso chimico-minerario Montedison. Oggi le strutture interne ed esterne della miniera sono interessate da un'opera di restauro e fanno parte del complesso del Museo delle Miniere.
- Palazzo Pretorio: edificato nel Trecento ma più volte modificato. Sulla facciata si apre un portico con volte a crociera ed archi a tutto sesto poggianti su colonne di ordine ionico. Fino al 1956 è stato sede del Comune. Oggi ospita il centro di documentazione del Museo delle Miniere.

### Architetture militari
- Torre Belforti: già esistente agli inizi del Trecento, venne ricostruita dal mastro di pietre Ghetto da Buriano nel 1354, quando era di proprietà dei Belforti. Realizzata in blocchi di selagite, è alta 28 metri divisi su cinque piani. La parte inferiore presenta una bicromia realizzata con filari alternati di pietra chiare e scure, uno stile insolito per un edificio non religioso. Tra le poche aperture vi sono due fori, aperti all'epoca dei Belforti, con funzione di cannocchiale, rivolti uno al Mastio di Volterra e l'altro alla Rocca Sillana. Oggi la torre appartiene a un privato ed è adibita a struttura ricettiva.
- Castello di Casaglia

## Società

### Evoluzione demografica
Abitanti censiti

## Cultura

### Istruzione
- Museo delle Miniere

### Cinema e teatro

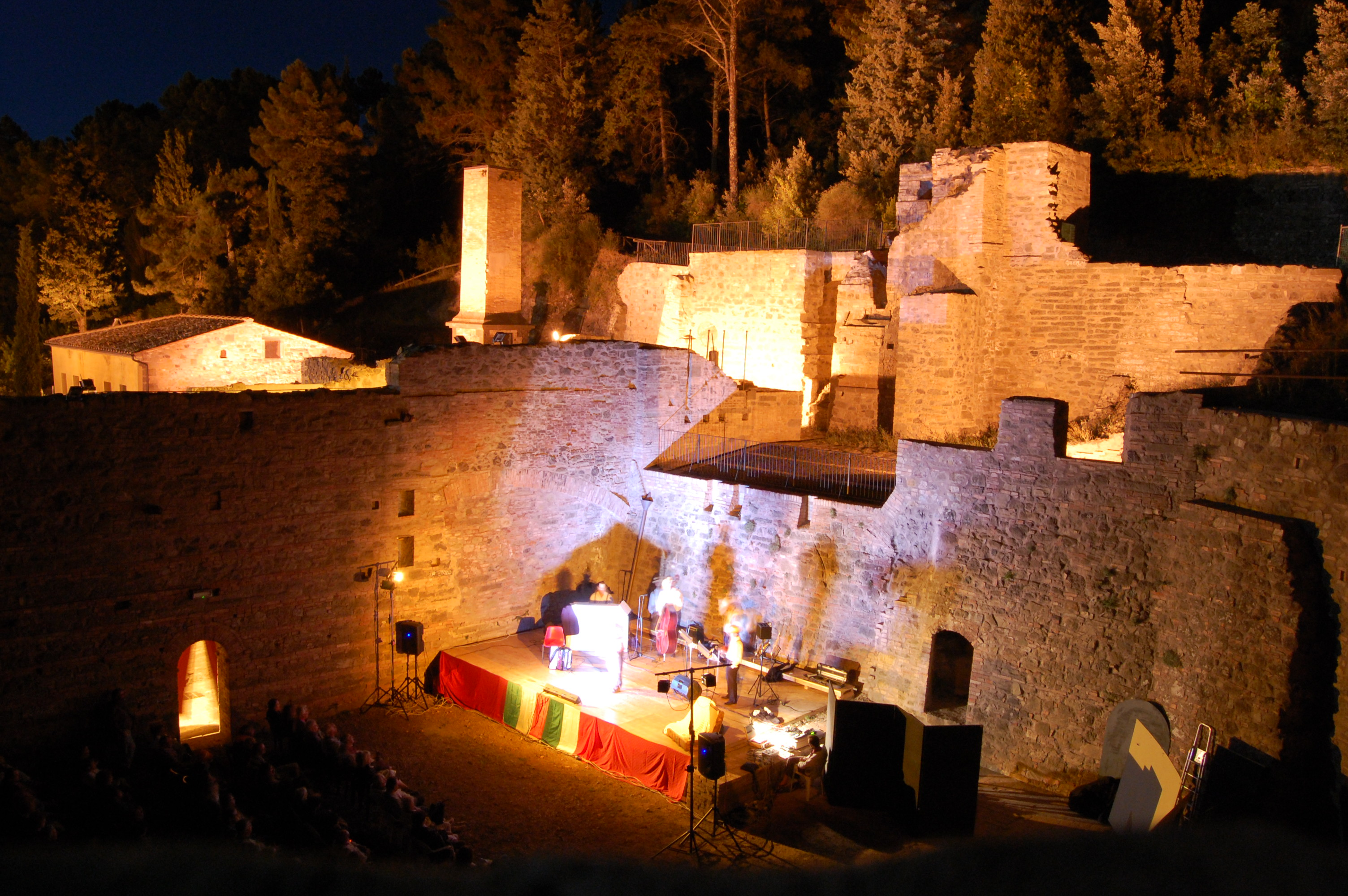
Uno spettacolo al teatro Laveria

- Cinema Teatro Aurora (teatro storico)
- Teatro Laveria: teatro all'aperto da 200 posti, inaugurato nel 2011, ubicato in località La Miniera, è stato ricavato all'interno dei locali delle laverie della ex miniera di rame di Caporciano.
- Teatro Comunale di Ponteginori: nato negli anni '30 come cinematografo del dopolavoro Solvay, è stato ristrutturato e trasformato in un teatro da 120 posti alla fine degli anni '80. Nel 2008 è stato acquistato dal Comune.

Nel territorio del Comune di Montecatini Val di Cecina, per il suo paesaggio tipicamente toscano, sono stati girati alcuni film, tra questi:
- Camminacammina (1983) di Ermanno Olmi
- Baci e abbracci (1999) di Paolo Virzì
- La Fisarmonica (2001) di Mamo (alias Massimiliano Gionti)
- La passione (2010) di Carlo Mazzacurati

## Geografia antropica
Il comune di Montecatini Val di Cecina è composto, oltre dal capoluogo comunale, da numerose frazioni e borgate che popolano la campagna circostante.
Le frazioni del comune sono:
- Buriano
- Casaglia
- Casino di Terra
- Gabella
- Gello
- La Sassa
- Miemo
- Mocajo
- Ponteginori
- Querceto

I sobborghi La Miniera, Ligia e San Michele costituiscono un'unica entità urbana con il capoluogo comunale.

## Economia
Il territorio di Montecatini Val di Cecina ha avuto fin dall'antichità una forte vocazione mineraria. Con la crisi delle attività estrattive (soprattutto rame ed alabastro volterrano) ha attraversato un lungo periodo di declino economico e demografico. Oggi le attività industriali sono legate quasi esclusivamente all'estrazione del salgemma, un settore che ha comunque conosciuto, a partire dagli anni '80, una forte contrazione degli addetti. Registra un stasi il settore dell'agricoltura tradizionale, mentre sono in espansione le produzioni agricole di qualità ed il turismo, in particolare nella formula dell'agriturismo. Nella zona della miniera sono stati installati 11 aerogeneratori da 1500 kW ciascuno per una potenza totale di 16,5 MW.

## Amministrazione
Lista Socialista
| Periodo | Periodo   | Primo cittadino             | Partito                                          | Carica                                      | Note |
| ------- | --------- | --------------------------- | ------------------------------------------------ | ------------------------------------------- | ---- |
| 1891    | 1895      | Alfonso Barzi               |                                                  | Sindaco                                     |      |
| 1895    | 1899      | Alfonso Barzi               | Lista Riformisti e Socialisti                    | Sindaco                                     |      |
| 1899    | 1899      | Stefano Cristiani           |                                                  | Regio commissario                           |      |
| 1899    | 1912      | Alfonso Barzi               |                                                  | Sindaco                                     |      |
| 1912    | 1912      | Dr. Pacces                  |                                                  | Commissario prefettizio                     |      |
| 1912    | 1912      | Luigi Battaglini            |                                                  | Commissario prefettizio                     |      |
| 1913    | 1913      | Avv. Torquato Mori          |                                                  | Sindaco                                     |      |
| 1913    | 1913      | Anchise Torrini             |                                                  | Sindaco                                     |      |
| 1914    | 1914      | Anselmo Tonelli             |                                                  | Sindaco                                     |      |
| 1914    | 1920      | Alberto Sarperi             |                                                  | Sindaco                                     |      |
| 1920    | 1920      | Avv. Umberto Sestini        |                                                  | Commissario prefettizio                     |      |
| 1920    | 1922      | Luigi Lazzerini             | Lista Socialista                                 | Sindaco                                     |      |
| 1922    | 1923      | Giuseppe Rotondo            | Lista Socialista                                 | Sindaco                                     |      |
| 1923    | 1926      | Cav. Anselmo Tonelli        | P.N.F.                                           | Sindaco                                     |      |
| 1926    | 1929      | Cav. Avv. Alfonso Micheloni | P.N.F.                                           | Podestà                                     |      |
| 1929    | 1932      | Avv. Torquato Mori          | P.N.F.                                           | Podestà                                     |      |
| 1932    | 1933      | Francesco Mori              | P.N.F.                                           | Commissario prefettizio                     |      |
| 1933    | 1943      | Francesco Mori              | P.N.F.                                           | Podestà                                     |      |
| 1943    | 1943      | Lino Carlo Sinicco          | P.F.R.                                           | Commissario prefettizio                     |      |
| 1943    | 1943      | Cav. Vincenzo Paglianti     | P.F.R.                                           | Commissario prefettizio                     |      |
| 1943    | 1944      | Oreste Giglioli             | P.F.R.                                           | Commissario prefettizio                     |      |
| 1944    | 1945      | Giulio Bettoja              | Nomina del Governo Militare Alleato e del C.N.L. | Sindaco                                     |      |
| 1945    | 1946      | Ing. Vittorio Tonelli       | Nomina del Governo Militare Alleato e del C.N.L. | Sindaco                                     |      |
| 1946    | 1946      | Giuseppe Rotondo            | Nomina del Governo Militare Alleato e del C.N.L. | Sindaco                                     |      |
| 1946    | 1947      | Giuseppe Rotondo            | Lista PCI, PSIUP                                 | Sindaco                                     |      |
| 1947    | 1952      | Gaetano Ceccarelli          | Lista PCI, PSI                                   | Sindaco                                     |      |
| 1952    | 1960      | Livio Cei                   | Lista PCI, PSI                                   | Sindaco                                     |      |
| 1952    | 1960      | Livio Cei                   | Lista PCI, PSI, PSDI                             | Sindaco                                     |      |
| 1962    | 1964      | Gino Nannini                | Lista PCI, PSI                                   | Sindaco                                     |      |
| 1964    | 1970      | Gino Nannini                | Lista PCI, PSI                                   | Sindaco                                     |      |
| 1970    | 1975      | Arturo Rivaroli             | Lista DC, PSI, PSDI                              | Sindaco                                     |      |
| 1975    | 1985      | Arturo Rivaroli             | Lista PSI, PCI                                   | Sindaco                                     |      |
| 1985    | 1990      | Sergio Nanni                | PCI                                              | Sindaco                                     |      |
| 1990    | 1995      | Renzo Rossi                 | Lista civica appoggiata da DC, PSI               | Sindaco                                     |      |
| 1995    | 2000      | Renzo Rossi                 | Lista civica appoggiata da PPI, PDS              | Sindaco                                     |      |
| 2000    | 2004      | Renzo Rossi                 | Lista civica appoggiata da PPI, PDS              | Sindaco                                     |      |
| 2004    | 2007      | Roberto Antonio Orlandini   | Lista civica appoggiata da Margherita, DS        | Sindaco                                     |      |
| 2007    | 2008      | Sandro Cerri                | Lista civica appoggiata da Margherita, DS        | Vicesindaco con funzioni vicarie di Sindaco |      |
| 2008    | 2013      | Sandro Cerri                | Partito Democratico                              | Sindaco                                     |      |
| 2013    | 2018      | Sandro Cerri                | Lista di coalizione tra PD, SEL, PSI, RC         | Sindaco                                     |      |
| 2018    | 2023      | Sandro Cerri                | Lista di coalizione tra PD, PSI, CP              | Sindaco                                     |      |
| 2023    | in carica | Francesco Auriemma          | Lista civica Montecatini vede il futuro          | Sindaco                                     |      |

### Altre informazioni amministrative
Fino al 1º marzo 2012 ha fatto parte della Comunità Montana Alta Val di Cecina. Con lo scioglimento di quest'ultima, ha fondato con i comuni di Pomarance e Monteverdi Marittimo l'Unione Montana Alta Val di Cecina.